# The Antidote (album Morcheeby)
The Antidote – piąty album studyjny brytyjskiej grupy triphopowej Morcheeba wydany 31 maja 2005. Jest to pierwszy album nagrany bez udziału głównej piosenkarki zespołu, Skye Edwards, który opuściła w 2003 roku. 

## Lista utworów
1. „Wonders Never Cease” – 4:13
2. „Ten Men” – 4:15
3. „Everybody Loves a Loser” – 4:34
4. „Like a Military Coup” – 3:17
5. „Living Hell” – 5:52
6. „People Carrier” – 4:21
7. „Lighten Up” – 4:15
8. „Daylight Robbery” – 2:48
9. „Antidote” – 6:20
10. „God Bless and Goodbye” – 4:24